# ترانسنت
ترانسنت (انگلیسی: Transnet) شرکت دولتی ترابری در آفریقای جنوبی است، که در سال ۱۹۹۰ تأسیس شد.